# 新疆生产建设兵团第九师
新疆生产建设兵团第九师，简称第九师（前称新疆生产建设兵团农业建设第九师，简称农九师），是新疆生产建设兵团的师，为正地厅级单位。九师管理团场位于塔城地区境内，师部驻地额敏县。

## 历史沿革
1953年6月，新疆军区所属部队分别整编为国防部队和生产部队，二十二兵团二十七师编为农九师。1954年10月7日，农九师隶属新成立的新疆军区生产建设兵团。1955年3月，农九师撤销，所辖的团调入农七师和农二师。1957年3月，为适应生产的迅速发展，农七师在塔城县、额敏县一带开发新农场。1958年10月8日，农七师塔额总场成立。1959年11月17日，塔额总场扩编为第三管理处。
1962年伊塔事件发生后，8月21日，新疆维吾尔自治区党委批复《关于建设边境农场的报告》，第三管理处将所辖分场迁往不具备生产生活条件的中苏边境地区，执行“三代”（代耕、代牧、代管）任务，形成“屯垦戍边”的边境农场带。1969年4月14日，兵团决定，将农七师第三管理处和工二师师部及其部分团场合并，组建农九师。
1975年5月兵团建制撤销，农九师建制随之撤销，农九师所属农牧团场划归新成立的塔城地区农垦局，其他企事业单位对口交给地区所属单位管理。1976年9月14日，塔城地委决定将农垦局实体机构缩编为业务局，原农垦局各部门对口并入塔城地区各部门。1978年10月16日，塔城地区农垦局恢复实体机构。1981年12月兵团体制恢复后，1982年4月，农九师在农垦局的基础上恢复原建制。2012年12月13日，新疆生产建设兵团农业建设第九师更名为新疆生产建设兵团第九师。

## 地理资源
第九师位于新疆塔城地区，所属团场分布于额敏县、裕民县、托里县、塔城市，地处准噶尔盆地西北部边缘的塔额盆地一带，北边与塔尔巴哈台山相邻，东边与吾尔喀什尔山相邻，南边与巴尔鲁克山相邻，西北部与哈萨克斯坦接壤。国界线长390余公里，10个农牧团场中就有7个团场分布在边境线上。第九师三面环山，东高西低的盆地，海拔435-1400米；北部为塔尔巴哈台山脉，自北向南向西倾斜；南麓形成起伏山地，倾斜平原；南边是自东南向西北倾斜的巴尔鲁克山；北边是海拔950-1400米的丘陵地；中部为海拔600-800米的塔额盆地。气候属中温带大陆干旱气候区，全年日照时数4447小时，年平均气温3.6-6.1℃，无霜期119-135天，年降水量267-458毫米，年蒸发量1626-1995毫米。
第九师内有大小河流33条，年地表径流量9.3亿立方米，其中可利用的22条河流，年地表径流量3.18亿立方米，丰水年为3.65亿立方米，枯水年为2.17亿立方米。地下水贮量1.42亿立方米，远期开采量4500万立方米。有养殖水面0.35万亩，已利用0.237万亩。天然草场352.13万亩，其中可利用草场186.07万亩，主要分布在巴尔鲁克山西北及南部、加依尔山中部、塔尔巴哈台山前及中部、吾尔喀什尔山东部。牧草主要有鸡脚草、雀麦、羊狐毛、苔草、针茅、苇子草、蒿属等。野生药用植物约48种，主要有贝母、大芸、党参、甘草、麻黄等。据不完全统计，田间杂草72科，118种，对作物影响较大的有野燕麦、芦苇、旱稗、狗尾草、灰条、田旋花、苍耳、苦买菜、地肤等。
林地7.97万亩，林地覆盖率6.6％，林木蓄积量10.98万立方米，主要树种有钻天杨、箭杆杨、银白杨、山杨、白榆、沙枣、野玫瑰等。种植业以粮食、油料作物为主，其中小麦、油菜为最，大麦、玉米、甜菜次之。动物资源主要有马鹿、草鹿、黄羊、大头羊、野猪、狼、熊等。鱼类有鲫鱼、草鱼、鲤鱼、鲢鱼等。矿产资源有煤、石灰石、大理石、石膏、粘土、陶土、黄金等。

## 人口经济
2021年，第九师实现地区生产总值62.54亿元人民币，人均生产总值77857元人民币，其中第一产业增加值21.13亿元人民币，第二产业增加值9.02亿元人民币，第三产业增加值32.39亿元人民币。总人口81946人，其中男性41130人，女性40816人；汉族74622人，少数民族7324人，有汉族、哈萨克族、蒙古族、维吾尔族等23个民族。人均可支配收入35422元人民币，其中城镇居民人均可支配收入42365元人民币，连队居民人均可支配收入29649元人民币。
2021年，第九师农作物总播种面积80.19千公顷，其中粮食作物播种面积47.48千公顷（其中小麦面积22.56千公顷，玉米面积24.79千公顷），油料作物面积5.93千公顷，甜菜面积4.78千公顷，蔬菜（含菜用瓜）面积1.67千公顷。粮食产量41.49万吨（其中小麦产量12.03万吨，玉米产量29.39万吨），油料产量2.33万吨，甜菜产量38.13万吨，蔬菜产量11.36万吨。园林水果面积2.08千公顷，全年水果产量1.06万吨，其中苹果产量0.64万吨，葡萄产量0.24万吨。猪牛羊存栏58.22万头（只），其中牛存栏6.09万头，猪存栏3.85万头，羊存栏48.28万只。猪牛羊禽肉产量2.65万吨，牛奶产量1.20万吨，禽蛋产量0.35万吨。
2021年，第九师工业增加值3.47亿元人民币，建筑业增加值5.55亿元人民币。全年服务业增加值32.39亿元人民币，其中批发和零售业增加值2.71亿元人民币，交通运输、仓储业增加值0.85亿元人民币，住宿和餐饮业增加值1.45亿元人民币，金融业增加值3.48亿元人民币，房地产业增加值0.87亿元人民币。科研与技术开发单位1个，全年专利授权量21件。

## 团场
第九师现辖1个县级市、8个团、1个农场：
- 县级市：白杨市[13][14][15]

- 团：一六一团、一六二团、一六四团、一六五团、一六六团、一六七团、一六八团（含一六九团）、一七〇团、

- 农场：团结农场。[16]

| 统计用区划代码 | 名称                    | 下辖区划 | 所在地 |
| -------------- | ----------------------- | --- | ------ |
| 654225501000   | 一六一团                | 团部社区、一连、二连、三连、四连、五连、六连、七连、八连、九连、十一连、鹿场                                                                      | 裕民县 |
| 654201502000   | 一六二团                | 团部社区、一连、二连、三连、四连、五连、六连、七连                                                                                                | 塔城市 |
| 654201503000   | 一六三团                | 团部社区、一连、二连、三连、四连、五连、六连、七连、大果园                                                                                        | 白杨市 |
| 654201504000   | 一六四团                | 团部社区、一连、二连、三连、四连、五连、六连、七连、八连、九连、十连                                                                              | 塔城市 |
| 654221505000   | 一六五团                | 团部社区、一连、二连、三连、四连、五连、六连、七连、八连                                                                                          | 额敏县 |
| 654221506000   | 一六六团                | 团部社区、一连、二连、三连、四连、五连、六连、七连、八连、九连、十连、十一连、十二连、十三连、牧二连                                              | 额敏县 |
| 654221507000   | 一六七团                | 团部社区、一连、二连、三连、四连、五连、六连、七连、八连、九连、十连                                                                              | 额敏县 |
| 654201508000   | 一六八团 （含一六九团） | 团部社区、一连、二连、三连、四连、五连、六连、七连、八连、九连、十连 南区一连、南区三连、南区四连、南区五连、南区六连、南区七连、南区林管站、南区 | 额敏县 |
| 654224510000   | 一七〇团                | 团部社区、一连、二连、三连、四连、五连、六连、七连                                                                                                | 托里县 |
| 654221511000   | 团结农场                | 团部社区、一连、二连、三连、四连、五连、六连 | 额敏县 |

### 引用
1. ↑  . 中国日报网. 2012-12-25  [2020-08-23]. （原始内容存档于2020-09-10）.
2. ↑  新疆生产建设兵团编办. . 中国机构编制网.   [2022-12-05].[]
3. ↑  . 新疆生产建设兵团. 2017-09-07  [2020-08-23]. （原始内容存档于2021-01-16）.
4. 1 2 3 4  《新疆生产建设兵团农九师概况》 & 1994.04，第55頁
5. 1 2 3  . 天山网. 2019-09-18  [2022-07-09]. （原始内容存档于2022-07-10）.
6. ↑  《新疆生产建设兵团农九师概况》 & 1994.04，第23-24頁
7. ↑  . 兵团在线.   [2022-07-09]. （原始内容存档于2022-07-10）.
8. ↑  《新疆生产建设兵团农九师概况》 & 1994.04，第53頁
9. 1 2  《新疆生产建设兵团农九师概况》 & 1994.04，第56頁
10. ↑  《新疆生产建设兵团农九师概况》 & 1994.04，第58頁
11. ↑  . 腾讯网. 2018-07-27  [2022-07-09]. （原始内容存档于2022-07-09）.
12. 1 2 3  . 腾讯网.   [2022-07-09]. （原始内容存档于2022-07-10）.
13. ↑  . 2023-01-20  [2023-01-20]. （原始内容存档于2023-01-20）.
14. ↑  . 2021-11-05  [2023-01-20]. （原始内容存档于2023-01-20）.
15. ↑  郭发海 本报记者 王振江 特约记者 张应翔. . 解放军报.   [2023-01-20]. （原始内容存档于2023-01-20）.
16. ↑  新疆生产建设兵团统计局、国家统计局兵团调查总队. 李万茂、于绪宝 , 编. . 中国统计出版社. 2019.08. ISBN 978-7-5037-8830-7.
17. ↑  . 中国·国家地名信息库.
18. 1 2  . 中国·国家地名信息库.
19. 1 2  . 中国·国家地名信息库.
20. ↑  . 中国·国家地名信息库.

### 來源
- 新疆生产建设兵团农九师史志编纂委员会编. . 新疆人民出版社. 1994.04.